# 문태영 (공무원)
문태영(文太暎, 1953년 9월 12일~, 부산)는 대한민국의 외교공무원이다. 외교통상부 대변인, 주 독일대사를 역임했다.

## 학력
- 존스홉킨스대학교 국제대학원 국제정치학 석사
- 1978 서울대학교 언어학 학사
- 1972 경기고등학교 졸업

## 주요경력
- 2012.10~2016.11 제주평화연구원 원장
- 2010.01~2012.09 주독일 대사관 대사
- 2008~2010 외교통상부 대변인
- 2007~2008 외교안보연구원 아시아태평양연구부 부장
- 2004~2007 주파나마 대사관 대사
- 2002~2004 외교통상부 국제기구담당 심의관
- 1999~2002 주유엔 대표부 공사참사관
- 1997~1999 외교통상부 부대변인
- 1995~1995 주제네바 대표부 참사관
- 1993~1995 외교통상부 아주국 동남아과 과장

## 가족관계
- 아버지 문학동(1922~2010) : 전 충북경찰청장, 참전경찰전우회 회장[1]
- 아내 정영신
- 동생 문태원
- 매제 강종봉
- 1남 1녀

## 기타
- 2010년 공직자 재산공개시 85억7766만원을 신고해 고위공직자 가운데 7위를 기록한바 있다.[2]